# Fairey Albacore

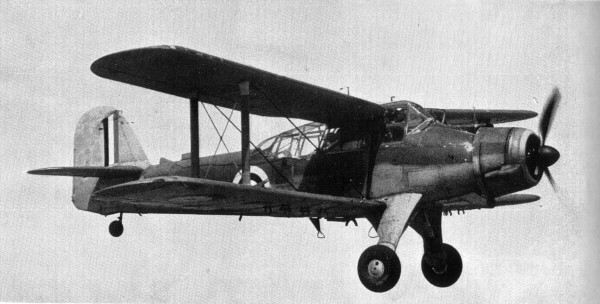
Fairey Albacore

Die Fairey Albacore (englisch für „Weißer Thun“) war ein von der britischen Firma Fairey Aviation zwischen 1939 und 1943 für die Fleet Air Arm der Royal Navy gebauter einmotoriger, trägergestützter Torpedobomber in Doppeldecker-Auslegung. Die Albacore wurde auch für den Einsatz als Beobachtungsflugzeug und Aufklärer ausgelegt, weshalb die Besatzung aus drei Mann bestand.

## Geschichte
Die Fairey Albacore, die in Großbritannien auch mit dem Spitznamen „Applecore“ (Apfelkern) versehen wurde, war eigentlich als Ersatz für den seit 1936 eingesetzten, veralteten Torpedobomber Fairey Swordfish vorgesehen. Tatsächlich wurden dann jedoch beide Flugzeugtypen parallel eingesetzt und die Albacore wurde sogar noch vor der Swordfish außer Dienst gestellt, um ihrerseits von der Fairey Barracuda abgelöst zu werden.
Die Prototypen der Albacore entstanden auf Basis der Spezifikation S. 41/36 der Air Ministry für ein dreisitziges Torpedobomber/Beobachtungs- und Aufklärungsflugzeug für die Fleet Air Arm (FAA) der Royal Navy. Die ersten beiden Prototypen starteten am 12. Dezember 1938 und die Serienproduktion begann 1939. Zunächst wurden 98 Flugzeuge gebaut. Die ersten Albacores wurden mit dem Bristol Taurus II-Triebwerk ausgerüstet, spätere erhielten den stärkeren Taurus XII.
Im März 1940 wurde eigens für den Einsatz der ersten Albacores die No. 826 Squadron FAA aufgestellt. Die ersten trägergestützten Einheiten nahmen ihren Betrieb 1941 auf. Schließlich gab es 15 FAA-Squadrons, die mit Albacores ausgerüstet waren. Diese kämpften unter anderem im Mittelmeer, in der Schlacht bei Kap Matapan, 1942 in der Schlacht von El Alamein, 1943 bei der Landung in Sizilien und der Landung bei Salerno. Zwischen September 1941 bis Ende Juni 1943 operierte die No. 828 Squadron FAA von Hal-Far auf Malta aus während schwerer Angriffe bei der Belagerung Maltas durch die Achsenmächte hauptsächlich gegen italienische Schiffe und küstennahe Ziele in Sizilien.
1943 wurden die Albacores gegen Fairey Barracudas ausgetauscht. Als letzte britische Albacore-Squadron wurde die No. 841 Squadron FAA gegen Ende 1943 aufgelöst. Die Royal Canadian Air Force übernahm die Flugzeuge und setzte sie bei der Invasion in der Normandie ein.

## Einsatzländer
Vereinigtes Königreich
- Royal Navy (Fleet Air Arm)
- Royal Air Force

 Kanada
- Royal Canadian Navy

## Technische Daten

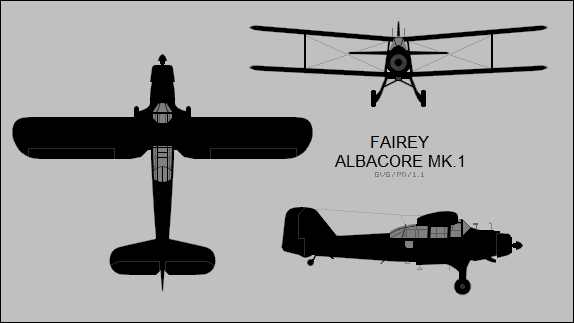
Fairey Albacore Mk.1

| Kenngröße             | Daten |
| --------------------- | --- |
| Besatzung             | 3 |
| Länge                 | 12,14 m |
| Spannweite            | 15,24 m |
| Höhe                  | 4,32 m |
| Startmasse            | 4740 kg |
| Höchstgeschwindigkeit | 259 km/h in 4.000 ft (1.219 m) Höhe |
| Dienstgipfelhöhe      | 6310 m |
| Reichweite            | 1497 km |
| Triebwerke            | ein Bristol Taurus XII, 843 kW (1065 PS)                                                                                                   |
| Bewaffnung            | ein (7.7 mm) MG in der rechten Fläche und zwei Vickers-K-MG im hinteren Cockpit; ein 1670 lb (760 kg) Torpedo oder 2000 lb (900 kg) Bomben |

## Vergleichbare Typen
| Vereinigtes Königreich | - Fairey Swordfish       |
| Deutsches Reich        | - Fieseler Fi 167        |
| Japan                  | - Nakajima B5N           |
| Vereinigte Staaten     | - Douglas TBD Devastator |